# シュルツクラプフェン

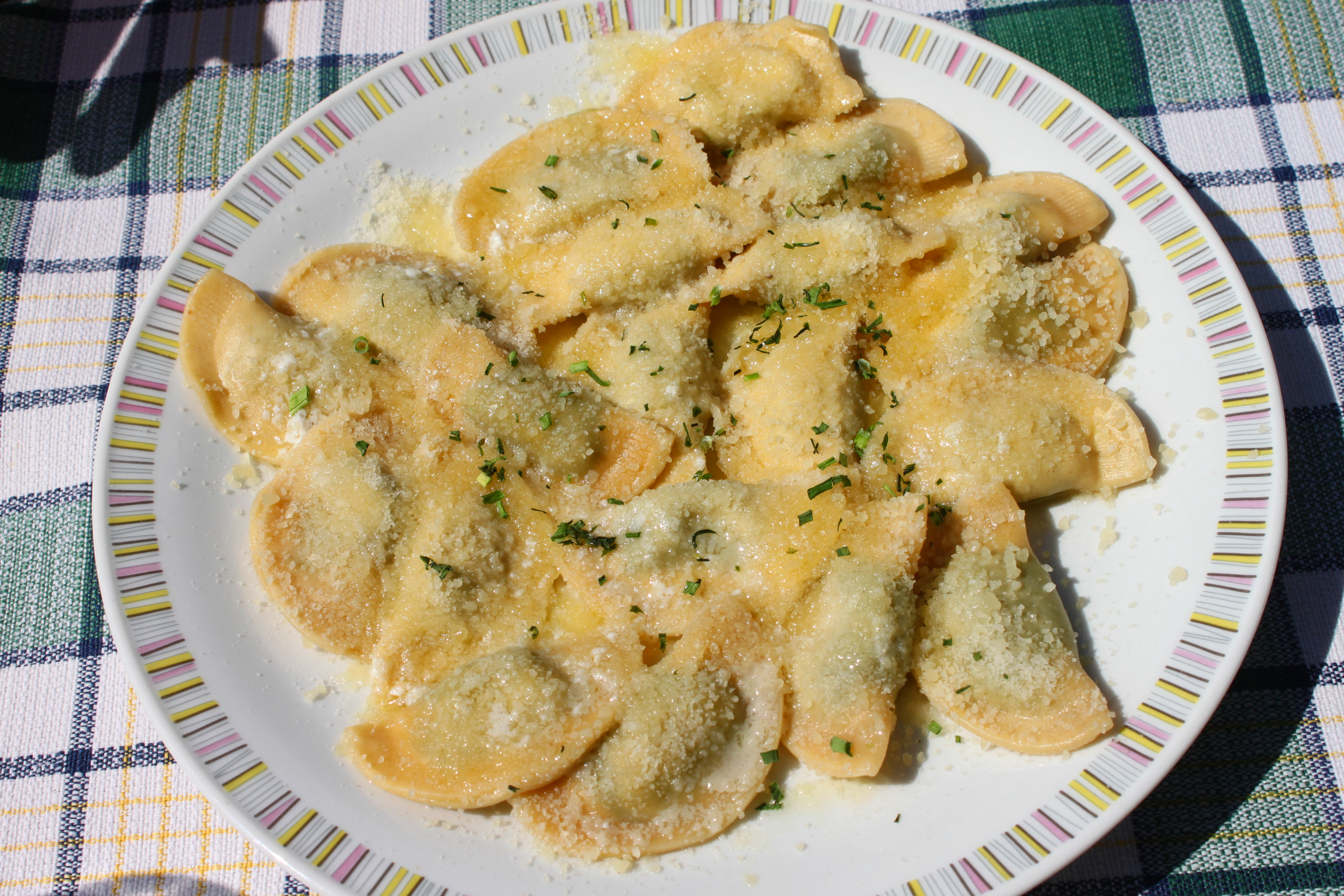
シュルツクラプフェンの例

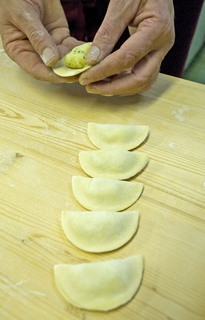
シュルツクラプフェンを手作りしているところ

シュルツクラプフェン（イタリア語: schlutzkrapfen）はイタリア・南チロル料理の一種。オーストリアを発祥とする料理である。
薄いパスタの皮でさまざまな具を包みこんだ料理である。具には、キノコ、ホウレンソウ、ジャガイモといった野菜から、ひき肉なども使用されることがある。茹でる以外にも揚げて調理されることもあり、パルメザンチーズやパセリを振りかけて食べられることもある。